# Niveau de qualité acceptable
 (novembre 2019).
Si vous disposez d'ouvrages ou d'articles de référence ou si vous connaissez des sites web de qualité traitant du thème abordé ici, merci de compléter l'article en donnant les références utiles à sa vérifiabilité et en les liant à la section « Notes et références ».
Le niveau de qualité acceptable (NQA, ou NAQ pour niveau acceptable de qualité, ou AQL issu de l'anglais acceptance quality limit) est une procédure ou un système d'échantillonnage permettant de déterminer la taille des échantillons à prélever de façon aléatoire et de déterminer le niveau de qualité acceptable[à recycler], c'est-à-dire le nombre de prélèvements qui doit remplir les exigences définies dans les spécifications et, par déduction, le nombre de prélèvements qui peut être en-dehors des exigences. Cette notion est donc complétée par le niveau de qualité rejetable (NQR).
Une procédure définit, selon la quantité de marchandises (par exemple une livraison donnée), une quantité d'échantillons à prélever et à contrôler selon les exigences entendues. Le niveau de qualité acceptable stipule le nombre de résultats non-conformes autorisés pour pouvoir juger le lot globalement conforme. Ces données sont souvent présentées sous forme de tables telles que présentées dans la norme ISO 2859-1.
Le NQA est généralement ajusté selon la classe des défauts : le NQA agréé sera souvent plus exigent pour des défauts critiques et plus lâche pour des défauts mineurs.
Ce processus NQA a été développé par l'armée américaine pendant la Seconde Guerre mondiale.[réf. nécessaire]